# Donja Lovnica (Czarnogóra)
Donja Lovnica (cyr. Доња Ловница) – wieś w Czarnogórze, w gminie Rožaje. W 2011 roku liczyła 829 mieszkańców.